# Magda B. Arnold
Magda Blondiau Arnold, také Magda Arnold nebo Magda Arnoldová, narozená jako Magda Barta-Blondau (22. prosince 1903 Moravská Třebová – 5. října 2002 Tucson) byla kanadská psycholožka, která jako první současná teoretička vyvinula teorii hodnocení emocí, která se odklonila od „pocitových“ teorií (např. James-Langova teorie) a „behavioristické“ teorie (např. Cannon-Bardova teorie) směrem ke kognitivnímu přístupu. Vytvořila také novou metodu bodování Thematic Apperception Test s názvem Story Sequence Analysis.
V roce 1957 obdržela Guggenheimovo stipendium

## Život a kariéra
Její rodiče byli Rudolph Bart a Rose Marie Blondiau. Provdala se za Roberta Arnolda a přestěhovala se do Prahy. Absolvovala kurzy psychologie na Karlově univerzitě, kde byla zaměstnána jako sekretářka. V roce 1928 Arnoldovi opustili Československo a emigrovali do Kanady. Arnoldovi měli tři děti: Joan, Margaret a Katherine. Robert a Magda Arnoldovi se rozešli v roce 1939.
Magda Arnoldová studovala psychologii na Torontské univerzitě, kde v roce 1939 promovala s bakalářským titulem. Potom na Torontské univerzitě pokračovala v postgraduálním studiu, studovala vztah mezi emocemi a svalovým napětím; magisterský titul získala v roce 1940, doktorát získala v roce 1942.
V roce 1942 byla Arnoldová po doktorandském studiu zaměstnána na Torontské univerzitě. V roce 1946 byla pozvána, aby se stala ředitelkou výzkumu a výcviku v Psychologických službách pro záležitosti kanadských veteránů. Příští rok Arnold přijal místo učitele na Wellesley College. V roce 1948 nastoupila jako docentka a vedoucí katedry na Bryn Mawr College. O dva roky později se stala vedoucí katedry na Barat College. Poté, v roce 1952, Arnoldová přijal místo na Loyolovu univerzitu v Chicago. Byla povýšena na ředitelku Behavior Laboratory. Během dvaceti let cestoval Arnoldová do zahraničí, aby vyučovala na univerzitách ve východní Evropě, přičemž zůstal ve spojení s  Loyolovou univerzitou v Chicago.
V roce 1975 opustila pedagogickou dráhu a dokončila svou knihu Memory and the brain (česky: Paměť a mozek).

## Dílo
- Arnold, M. B. (1960). Emotion and personality. Vol. I: Psychological aspects; Vol. II: Neurological and physiological aspects. New York: Columbia University Press.
- Arnold, M. B. (1962). Story Sequence Analysis: A new method of measuring motivation and predicting achievement. New York: Columbia University Press.
- Arnold, M. B. (1984). Memory and the brain. Hillsdale, NJ: Lawrence Erlbaum Associates, Inc.
- Arnold, M. B., & Gasson, J. A. (Eds.) (1954). The human person: An approach to an integral theory of personality. New York: The Ronald Press.